# USA Network (Latinoamérica)
USA Network (conocido como USA) es un canal de televisión por suscripción latinoamericano de origen estadounidense que emite series, películas y entretenimiento. Es propiedad de NBCUniversal, operado por NBCUniversal International Networks y distribuido por Ole Distribution, una empresa formada entre Ole Communications y Warner Bros. Discovery.

## Historia

### Primera emisión
La primera etapa fue lanzada en Latinoamérica en 1994 y era propiedad de la cadena de televisión USA Networks, que tenía en su catálogo otros canales como Calle 13 y Sci-Fi Channel, los cuales en la región cumplían el rol de segmentos temáticos en la programación.
El canal USA Network fue adquirido por Universal Studios Networks a principios de 1998. Durante un breve tiempo, entre 1999 a 2001, el canal fue denominado como "Calle 13" y también tuvo una franja sabatina llamada Sábados de Sci-Fi.
En mayo de 2002 cerró un acuerdo estratégico con Fox Latin American Channels para encargarse de la distribución a afiliados, de la mayoría de las ventas de publicidad, así como de las actividades administrativas, técnicas y de mercadeo de USA Network Latin America.
El 1 de septiembre de 2004, mediante un impulso de Universal Studios Networks, el canal fue relanzado como Universal Channel, para capitalizar el prestigio y consolidación de Universal Studios, su archivo cinematográfico y televisivo y su posicionamiento como uno de los líderes de entretenimiento. El renombramiento fue acompañado por un relanzamiento como un canal de entretenimiento enfocado al género del crimen e investigación, e incluyó un nuevo logo, nuevo look y nuevas inversiones en series, dramas y películas de taquilla.

### Regreso al aire
Su relanzamiento en Latinoamérica ocurrió el 1 de octubre de 2023, en reemplazo a Syfy.